# Hamodes khasicola
Hamodes khasicola là một loài bướm đêm trong họ Noctuidae.